# Едвард Стівенс
Едвард Гленістер Стівенс, молодший, або Ед Стівенс (англ. Edward Glenister "Ed" Stevens, Jr.; нар. 15 вересня 1932 — пом. 9 червня 2013) — американський академічний веслувальник. Олімпійський чемпіон (1952).

## Життєпис
Народився 15 вересня 1932 року в місті Сент-Луїсі, штат Міссурі, США. Займатись академічним веслуванням розпочав під час навчання у Військово-морській академії.
На літніх Олімпійських іграх 1952 року в Гельсінкі (Фінляндія) став олімпійським чемпіоном у складі вісімки (з результатом 6:25.9).
Після закінчення академії продовжив кар'єру морського офіцера.
Помер 9 червня 2013 року в місті Тусоні, штат Аризона.